# International Commerce Centre
El International Commerce Centre (en chino:环球贸易广场, pinyin:Huánqiú màoyì guǎngchǎng, Centro de Comercio Internacional). Es un rascacielos en Kowloon, Hong Kong. Forma parte del complejo Union Square y el nombre formal del rascacielos es Union Square Phase 7. Cuenta con una altura total de 484 metros y 108 plantas. Se finalizó en el año 2010, momento en el que se convirtió en el segundo rascacielos más alto de China, por detrás del Shanghai World Financial Center, en Shanghái, y en el sexto del planeta. El rascacielos cuenta con un hotel de superlujo de la cadena Ritz-Carlton en las últimas 15 plantas, siendo el segundo hotel más alto del mundo (después de las Torres Abraj Al Bait).

## Desarrollo
La altura ha sido reducida de proyectos anteriores debido a las regulaciones que no permitieron a los edificios ser más altos que las montañas circundantes. Llamaron la propuesta original para este edificio la Fase de Estación Kowloon 7 y fue diseñado para tener 578 metros (1 883 pies) de alto con 102 pisos. Este se habría elevado 162 metros (531 pies) sobre el entonces edificio más alto en Hong Kong, el Two International Finance Centre. 
La torre fue diseñada por la firma arquitectónica americana Kohn Pedersen Fox (KPF) en asociación con Wong y Ouyang (HK).

## Galería

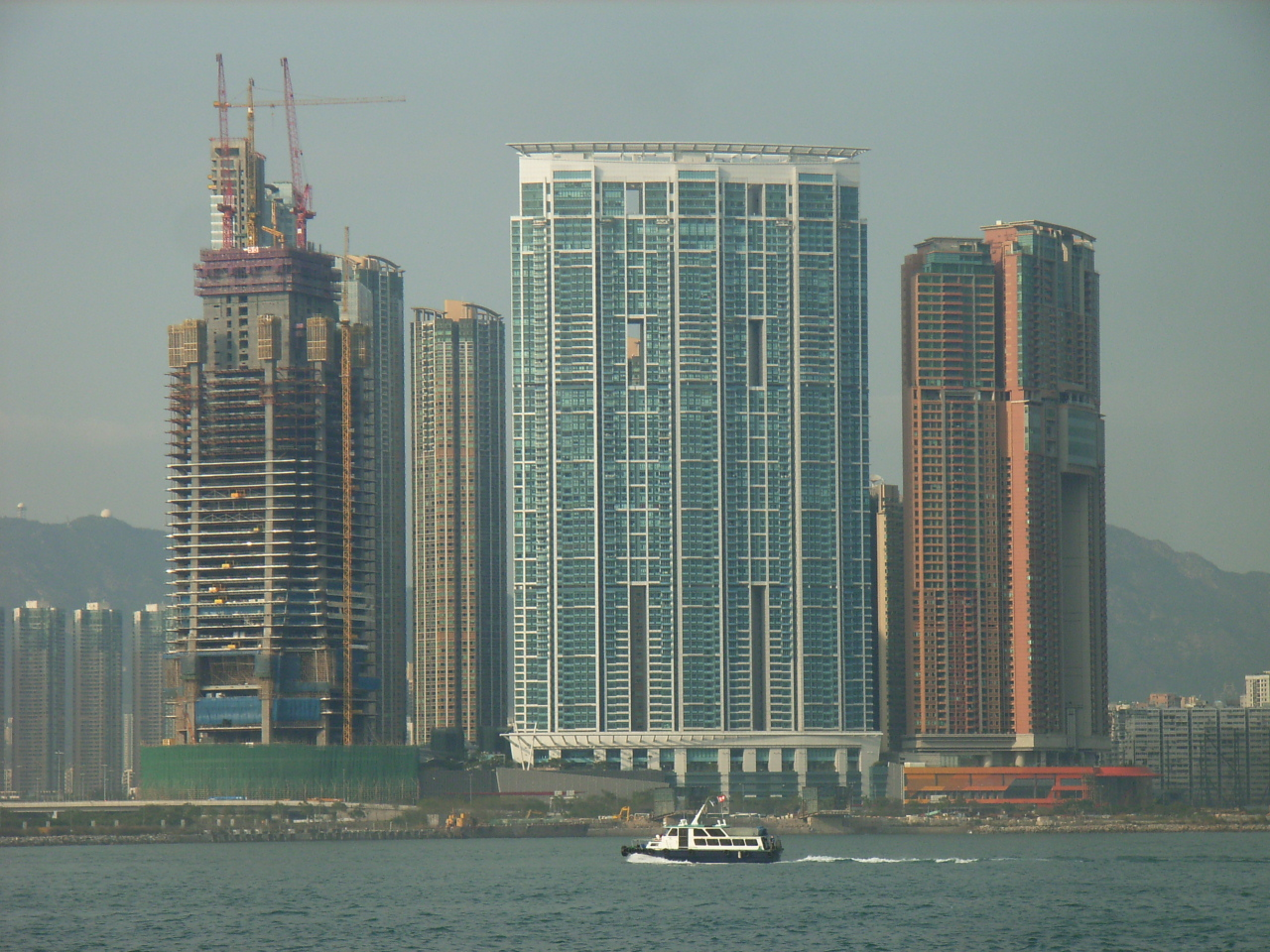
ICC el 25 de febrero de 2007.
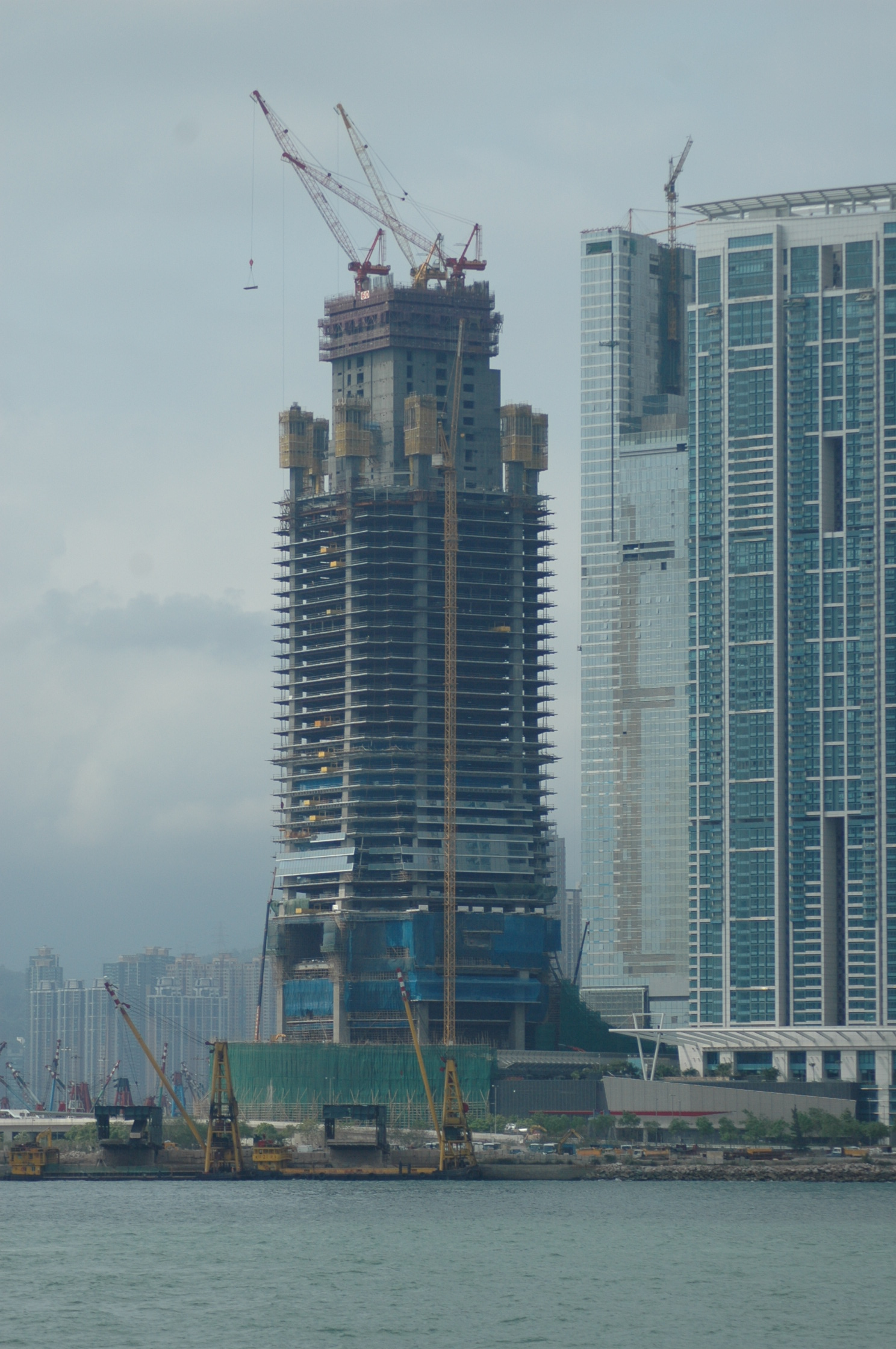
ICC el 31 de marzo de 2007.
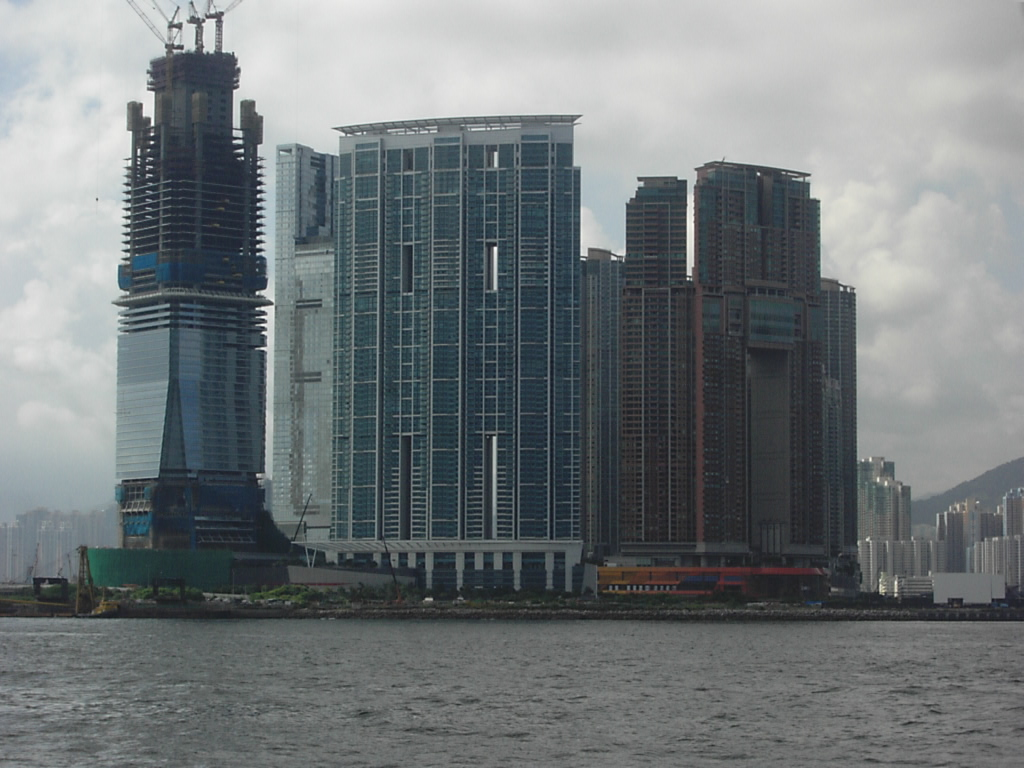
ICC el 16 de julio de 2007.
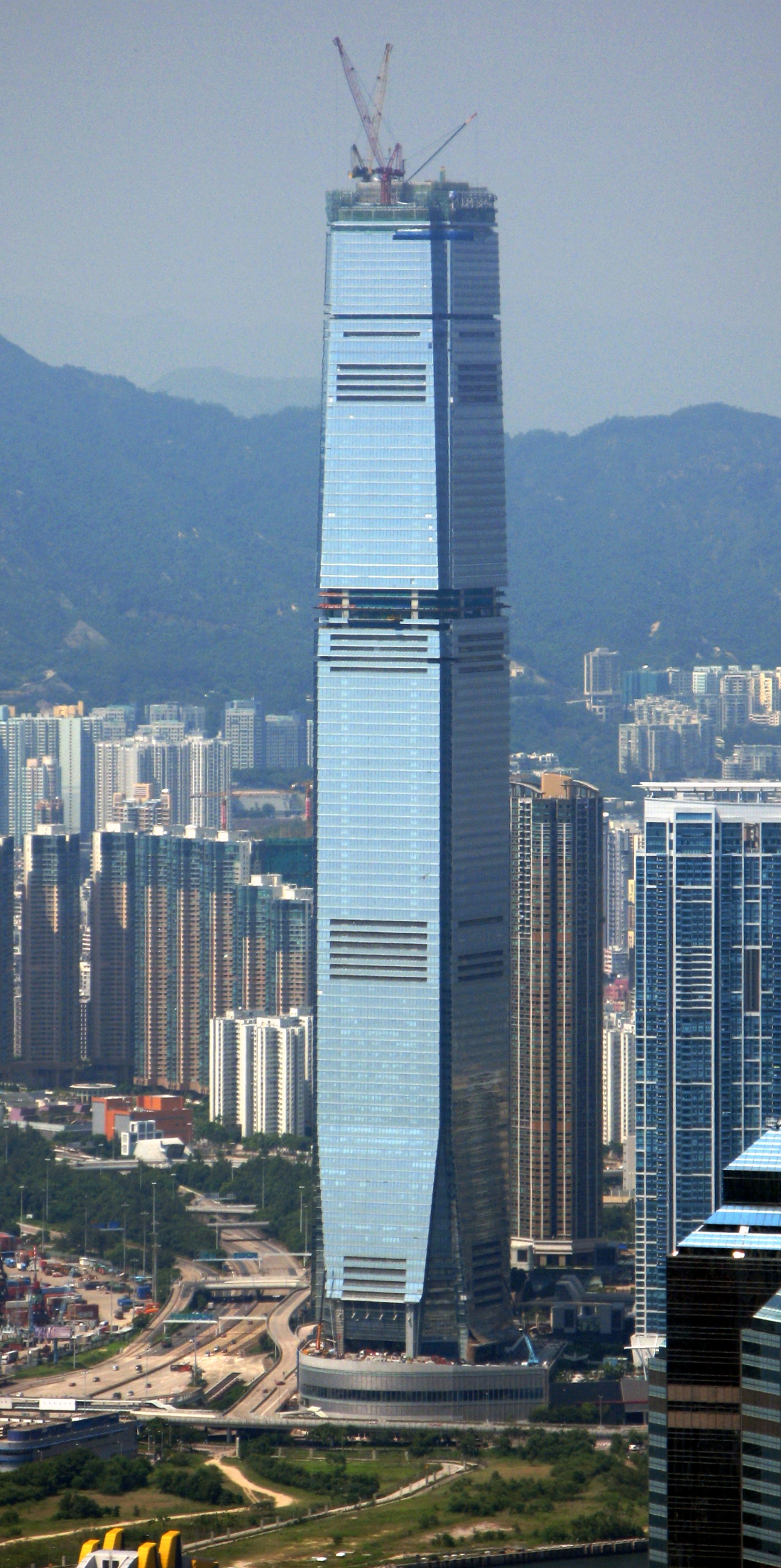
ICC el 28 de agosto de 2009.